# Özkök
Özkök ist ein türkischer männlicher Vorname, der häufiger als Familienname auftritt.

## Bekannte Namensträger

### Familienname
- Ertuğrul Özkök (* 1947), türkischer Journalist und Kolumnist
- Hilmi Özkök (* 1940), türkischer Generalstabsoffizier